# Cèze
Pour l’article ayant un titre homophone, voir Seize.
La Cèze est une rivière française, affluent du Rhône en rive droite, qui coule principalement dans les départements de la Lozère et du Gard, en région Occitanie. Elle longe également sur environ un kilomètre le département de l'Ardèche, en région Auvergne-Rhône-Alpes.

## Étymologie
Son nom, en occitan Cese ou Céser vient d'un hydronyme préceltique (vraisemblablement un composé *sikk-ar-  > *siker). Les graphies médiévales (Cicer en 817) témoignent d'une prononciation romane proche de celle du latin cĭcĕr, 'pois chiche' (occitan Céser).

## Géologie

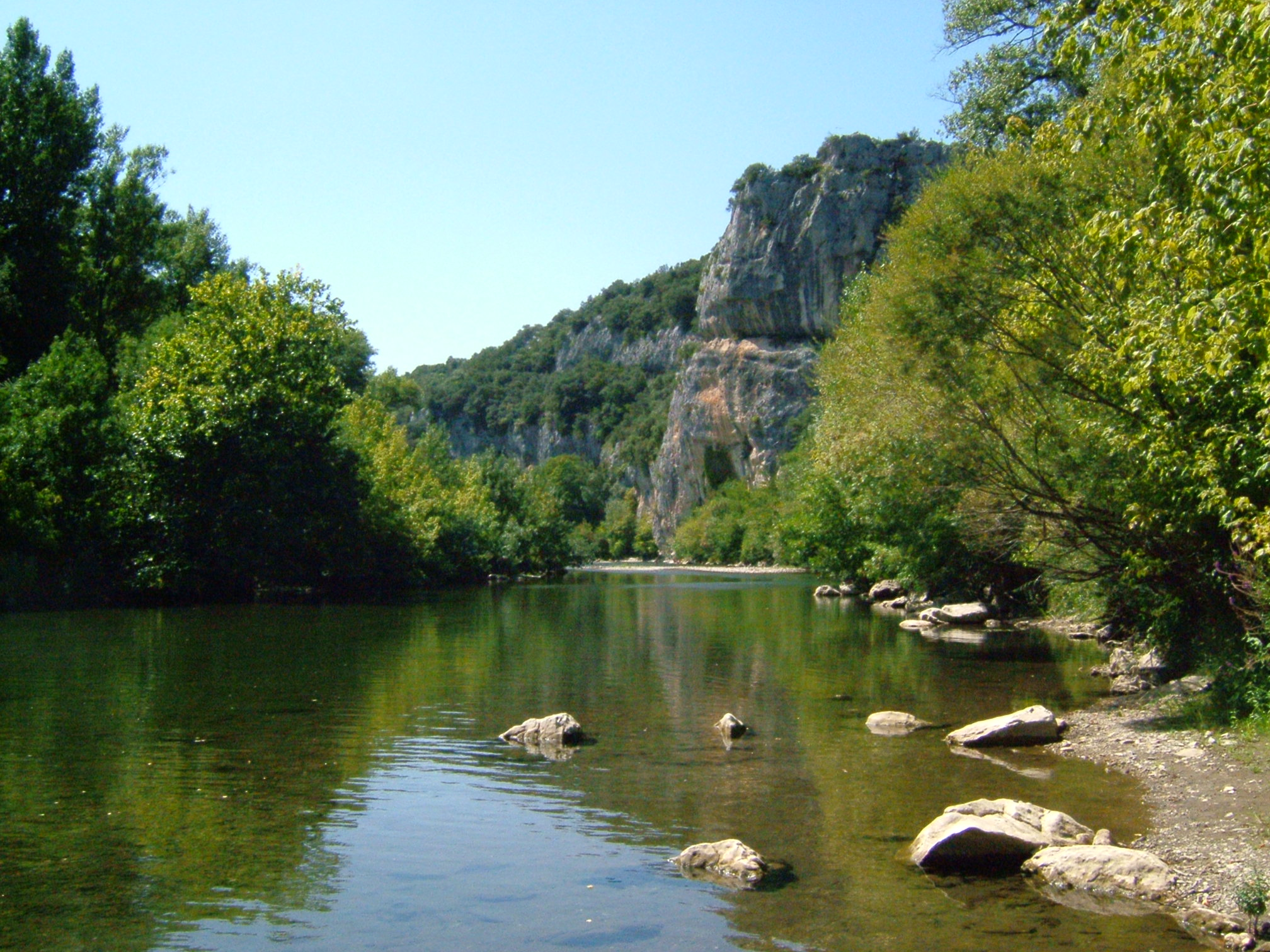
Les gorges de la Cèze vues vers l'amont à Génèse sur Méjannes-le-Clap (à gauche), Saint-Privat-de-Champclos à droite.

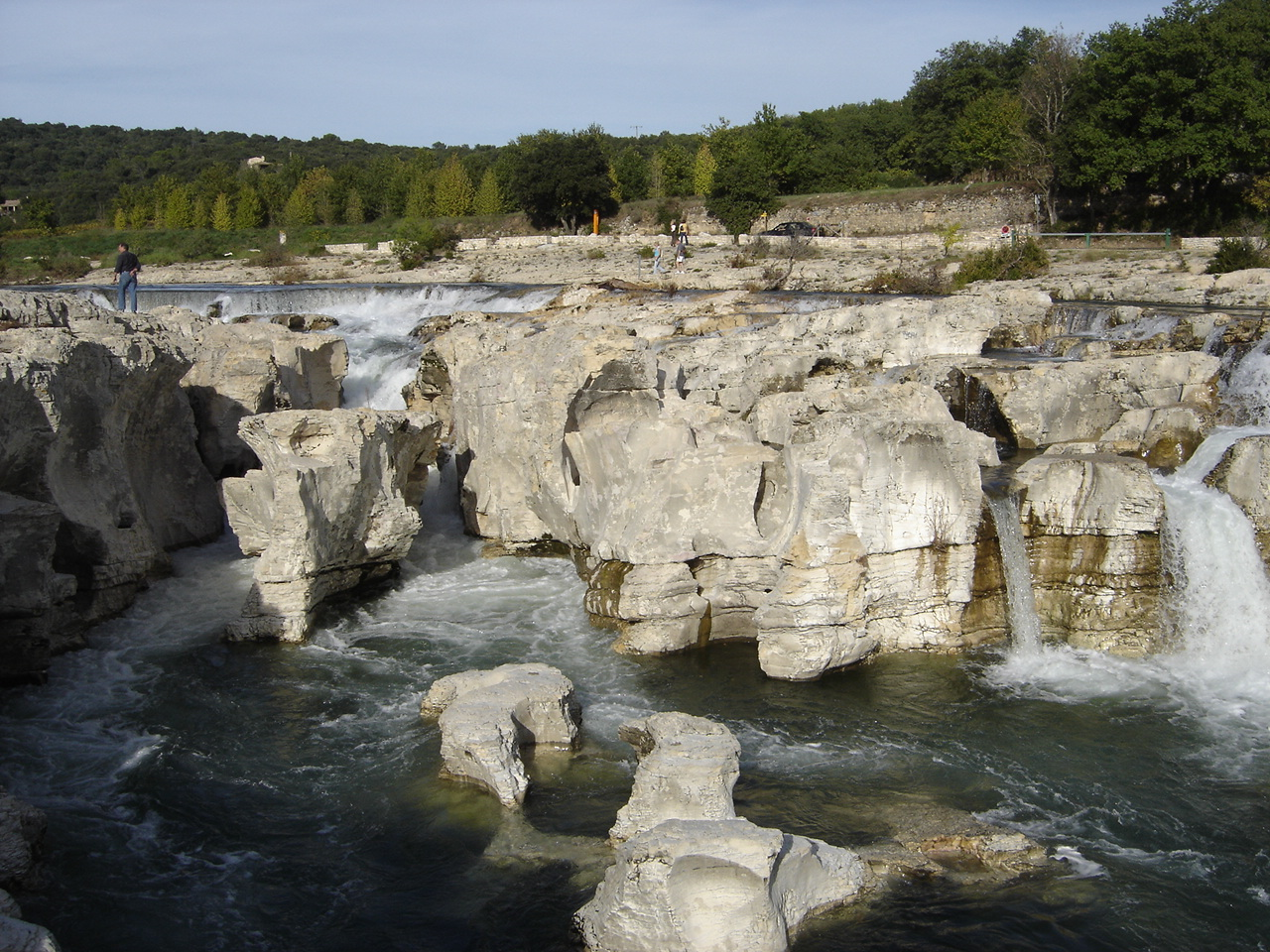
Autre vue des cascades du Sautadet.

Le premier creusement de la vallée remonte au Burdigalien (deuxième subdivision du Miocène, de –20,44 à –15,97 millions d'années) : des événements tectoniques et eustatiques dans le bassin rhodano-provençal au Miocène ont engendré plusieurs phases de creusement et de remplissage, avec le creusement principal au Burdigalien supérieur. À la suite de quoi la vallée de la Cèze a subi deux phases de déblaiement de sédiments : une durant le Tortonien (« infra-tortonienne ») et l'autre durant le Messinien ; chacune de ces deux phases de déblaiement étant précédée d'une phase de comblement. Elle diffère en cela de la vallée du Rhône, dont le creusement s'est déroulé lors de la crise de salinité messinienne (5,96 à 5,33 millions d'années) à la fin du Miocène.

## Géographie

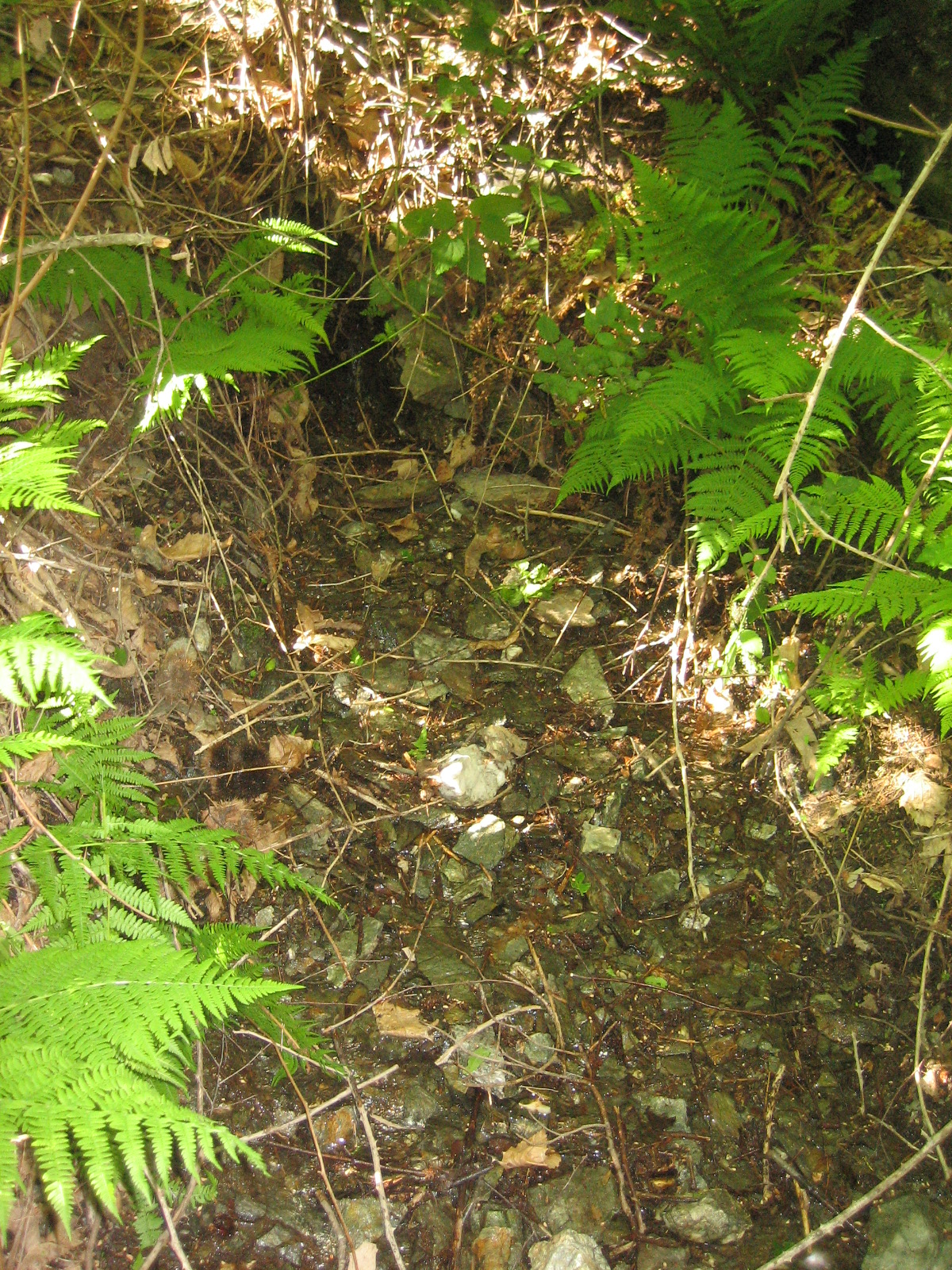
Source de la Cèze en contrebas du Truc du Samblonnet.

La longueur de son cours d'eau est de 128,3 km.
La Cèze prend sa source dans le département de la Lozère, sur le territoire de la commune de  Saint-André-Capcèze à une altitude de 798 mètres, sur le versant ouest du sommet voisin nommé "Truc du Samblonnet" coté 973 m. Elle s'écoule ensuite dans le département du Gard, sauf une portion d'environ 1 500 mètres de sa rive gauche située sur la commune de Malbosc, dans le département de l'Ardèche. La rivière se jette dans le Rhône entre Codolet et Laudun-l'Ardoise dans le département du Gard à l'altitude 27 mètres.
En aval de Barjac, elle forme la basse Vallée de la Cèze ou Val de Cèze. De Rochegude jusqu'aux portes de Bagnols-sur-Cèze, la rivière a creusé des gorges qui forment un ensemble certes moins spectaculaire que celles de l'Ardèche situés à une dizaine de kilomètres au nord, mais digne d'intérêt et plus facile d'accès. On y trouve les cascades du Sautadet, avec ses formations impressionnantes taillées dans la roche.  Les villages de Montclus et de La Roque-sur-Cèze, parmi les plus beaux villages de France, sont situés sur les gorges.
Situé au nord du département du Gard, et pour une faible partie sur les départements de la Lozère et de l'Ardèche, le bassin versant de la Cèze occupe une superficie totale de 1 359 km2 sur 99 communes dont 85 dans le Gard.
La Cèze est coupée par le barrage de Sénéchas — situé sur les communes du Chambon et de Malbosc, en amont de Peyremale —, dans sa haute vallée, aux confluents de l'Homol et du Luech. Ce barrage est un régulateur (écrêteur), surtout aux moments des crues (épisodes cévenols), qui protège les villes de Bessèges et Saint-Ambroix situées en aval.

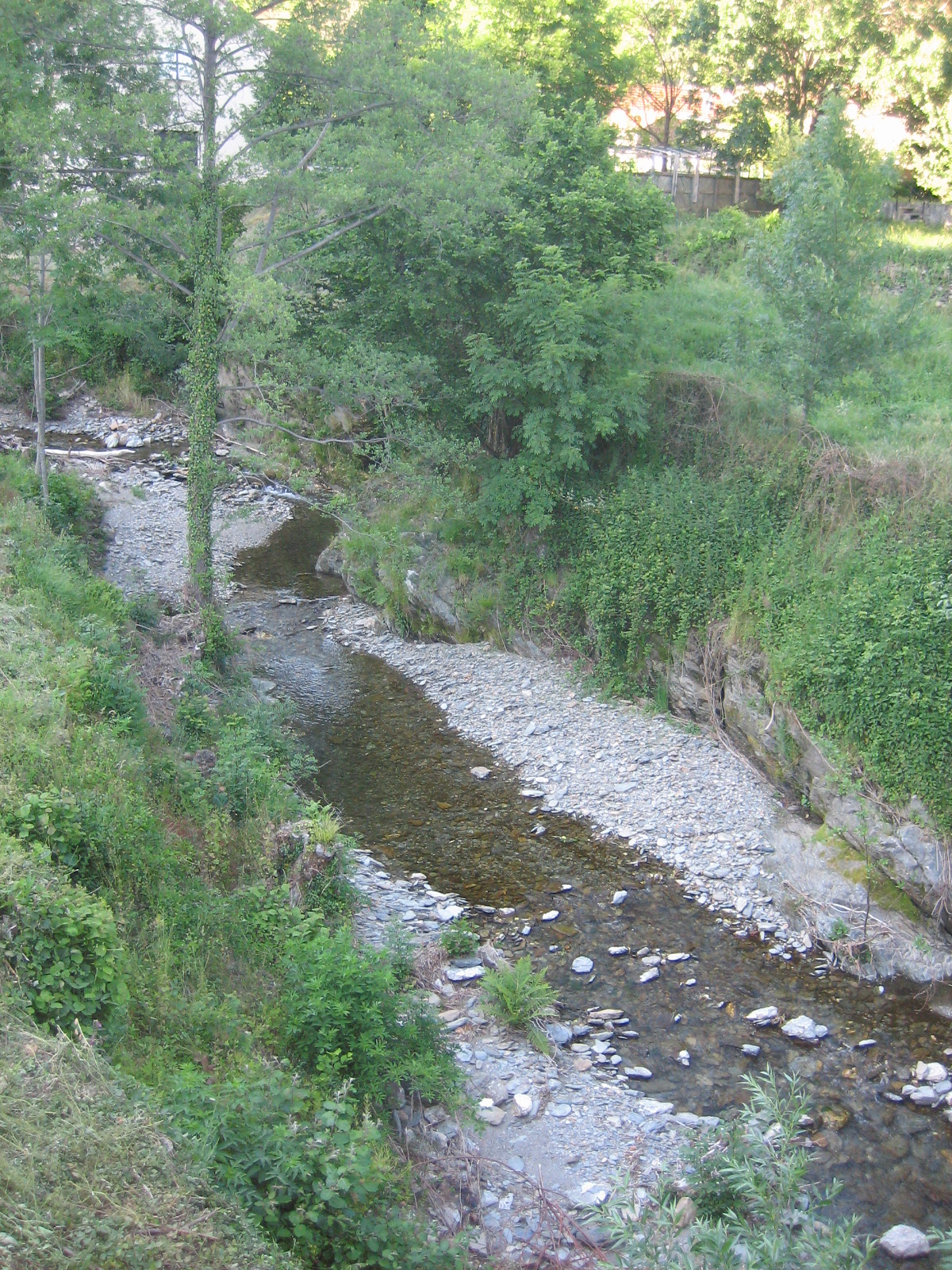
La Cèze à Saint-André-Capcèze.

Son lit est parallèle au lit de l'Ardèche.

### Communes traversées
Dans trois départements, la Cèze traverse quarante-une communes. Les plus importantes sont :
- Bessèges
- Meyrannes
- Molières-sur-Cèze
- Saint-Ambroix
- Saint-Jean-de-Maruéjols-et-Avéjan
- Goudargues
- Bagnols-sur-Cèze
- Laudun-l'Ardoise

### Bassin versant
La Cèze traverse les neuf zones hydrographiques V540, V541, V542, V543, V544, V545, V546, V547, V548 de 70 186 km2 de superficie totale. Ce bassin versant est constitué à 43,56 % de « territoires agricoles », à 28,37 % de « forêts et milieux semi-naturels », à 5,54 % de « territoires artificialisés », à 0,90 % de « surfaces en eau », à 0,15 % de « zones humides ». La superficie du bassin versant de la Cèze est de 1 360 km2 ou 1 359 km2

### Organisme gestionnaire
L'organisme gestionnaire est l'abCèze ou Syndicat mixte d'Aménagement du Bassin versant de la Cèze.

## Affluents
Les principaux affluents de la Cèze sont, en partant de l'amont :

rive gauche :
- Chandoullière
- Bournaves
- Niverette
- Lalle (vallat de)
- la Ganière (rg), 27,3 km sur sept communes avec dix-huit affluents
- Montagnac (vallat de)
- Plauzolle (vallat de)
- Saint-Brès (vallat de)
- Malcap (vallat de)
- Grand Vallat
- la Claysse, 21,9 km sur cinq communes avec dix-neuf affluents.
- Malaygues
- Roumejac
- Destel (vallat du)
- Issarts (vallat des)
- Rodières (ruisseau des)
- Valbonne (vallat de)
- Derbèze ou Passadouire

rive droite :
- Chambonnet
- Connes
- L'Homol
- Le Luech
- Forge (vallat de la)
- Rieusset
- Fontfrède (vallat de)

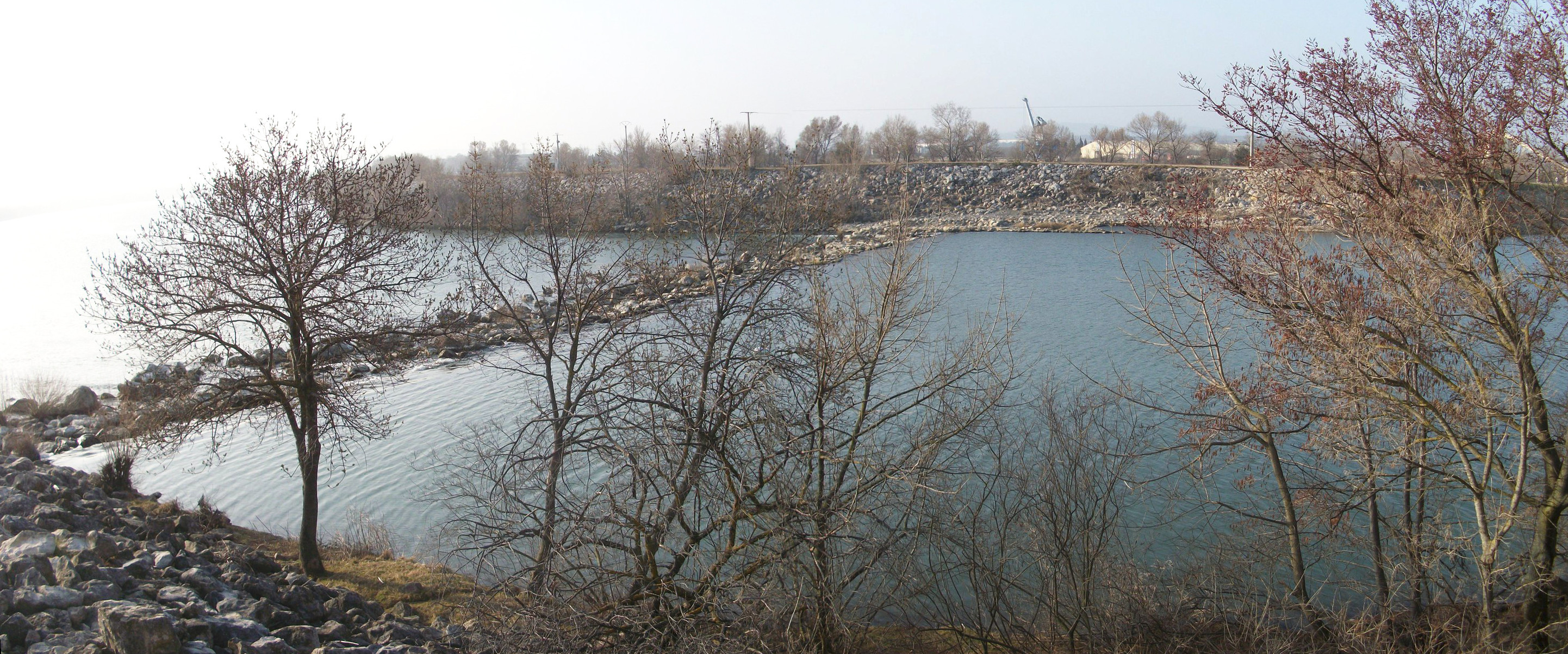
Confluence de la Cèze dans le Rhône.

- Graveirolles (ruisseau des) et son affluent le Barnassac
- Vebron (vallat de) ou Moulinet (vallat du)
- Auzon (et ses 19 affluents dont l'Auzonnet et l'Alauzène)
- Aiguillon (et son affluent l'Avègue)
- Vionne
- Pourpré (vallat de)
- Riaufrès ou Pijadon (vallat)
- Roubine
- Tave (et ses affluents la Mayre, la Veyre, le ruisseau de la Brives, le ruisseau d’Auzigues)

## Hydrologie
La rivière connaît des crues violentes au printemps et à l'automne et des périodes de très basses eaux en été. En cas de forte sécheresse, elle peut même disparaître totalement sur plusieurs centaines de mètres au niveau de Tharaux, comme cela s'est produit en septembre 2011 et en août 2017. 

### La Cèze à la Roque-sur-Cèze
Le débit moyen interannuel de la Cèze a été observé et calculé sur une période de 53 ans à La Roque-sur-Cèze (1961-2013).
Il se monte à 18 m3/s pour une surface de bassin de 1 060 km2, soit la plus grande partie (78 %) de son bassin versant (1 359 km2). 
La rivière présente des fluctuations saisonnières de débit typiques du régime cévenol, avec des hautes eaux d'automne et d'hiver à double sommet. Le premier sommet a lieu en octobre avec un débit moyen mensuel de 28,1 m3/s, puis après une baisse à 23,4 m3/s en décembre, un nouveau sommet se produit, allant de 30 m3/s en janvier à 26,3 en février. Cette période est suivie d'une période intermédiaire et prolongée de débit soutenu tout au long du printemps, allant de 20,4 en mars à 17 en mai. Dès lors on assiste à une chute rapide du débit, se terminant en une période d'étiage en juillet-août avec une baisse du débit moyen mensuel au niveau de 3,5 m3/s ces deux mois. Dès septembre le débit remonte.

### Étiage ou basses eaux
Aux étiages, le VCN3 peut chuter jusque 1,2 m3/s, en cas de période décennale sèche.

### Crues
Les crues peuvent être extrêmement importantes et sont tout à fait hors-normes en France et sans doute en Europe. C'est aussi le cas de ses voisines l'Ardèche et le Gardon. Elles se produisent généralement à la suite des orages cévenols. En effet, le QIX 2 et le QIX 5 valent respectivement 670 et 1 100 m3/s, ce qui est énorme pour un si petit bassin versant. Le QIX 10, encore plus impressionnant, est de 1 400 m3/s, tandis que les QIX 20 et QIX 50 affichent les chiffres gigantesques de 1 700 et 2 100 m3/s.
Le débit maximal instantané enregistré à La Roque-sur-Cèze a été de 2 010 m3/s le 1er octobre 1977 (débit largement supérieur au débit moyen du Rhône), tandis que le débit maximal journalier était de 1 200 m3/s le 24 octobre de la même année.

### Lame d'eau et débit spécifique

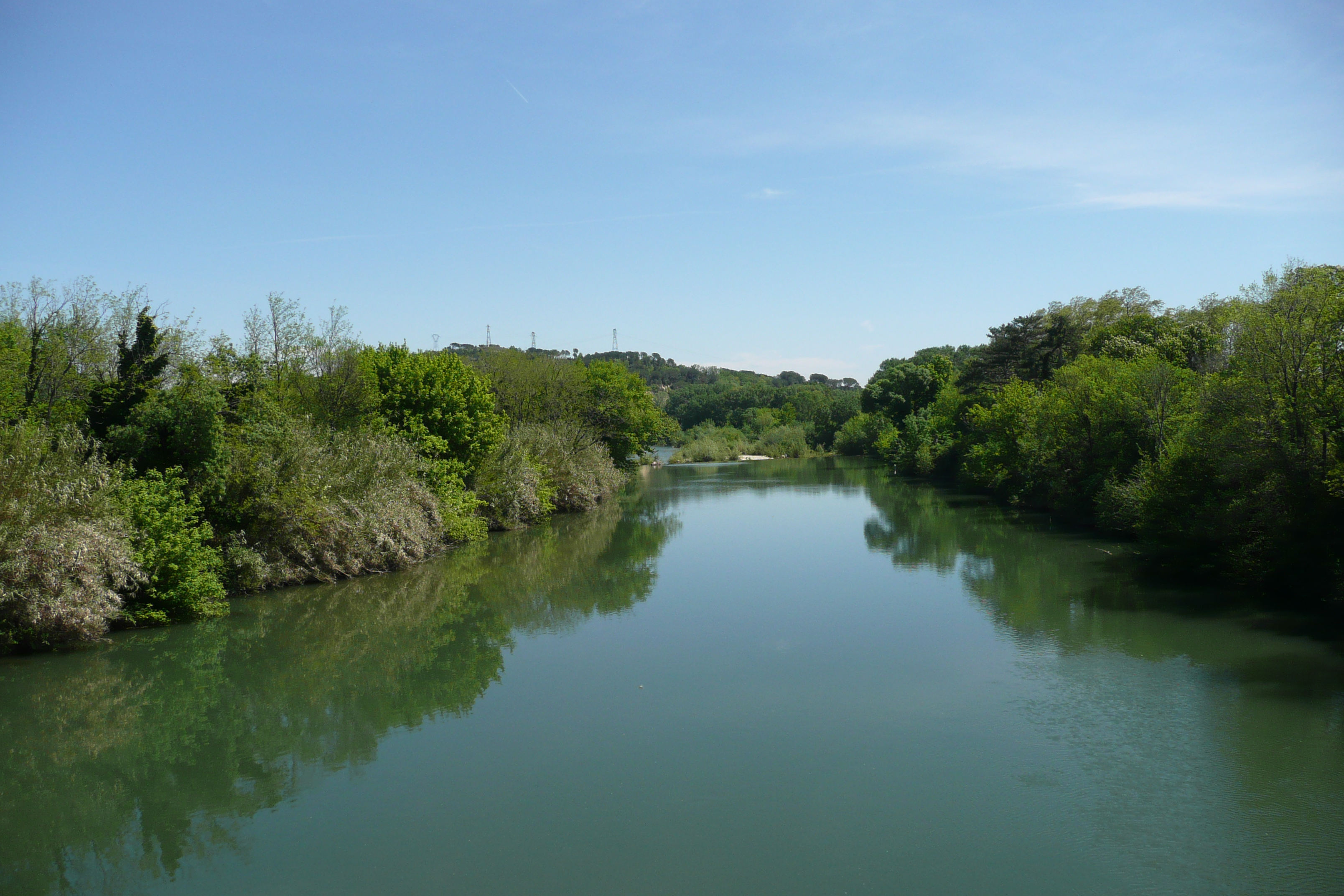
La Cèze.

La lame d'eau écoulée dans le bassin versant de la rivière est de 537 millimètres annuellement, ce qui est très élevé, mais assez nettement inférieur à celles du Gardon et de l'Ardèche ses voisines, ceci étant dû à la superficie fort réduite de son haut bassin dans la chaîne des Cévennes, là où les précipitations sont très abondantes. Le débit spécifique ou Qsp se monte ainsi à 17 litres par seconde et par kilomètre carré de bassin.
La Cèze est une rivière aurifère comme beaucoup de cours d'eau de la région. L'orpaillage y était pratiqué jusqu'au début du XIXe siècle.

## Protection environnementale
La vallée de la Cèze est sujette à plusieurs zones de protection environnementale, dont les suivantes :
- Le « parc national des Cévennes, aire d'adhésion » couvre le parcours de la Cèze de sa source jusqu'à environ 10 km en aval de Saint-Ambroix[10]. Son affluent le Luech naît dans la zone cœur du « parc national des Cévennes », ainsi que les ruisseaux de Valcrouses et de la Malaurière, la Connes, la rivière du Pont Brignet, et l'Homol[11].

- Bien que non incluse dans la zone centrale de la « Réserve de biosphère des Cévennes » qui s'arrête en limite ouest de son bassin versant[12], elle est indirectement touchée par la zone tampon de cette réserve de biosphère[13] par l'intermédiaire de ses affluents déjà cités dans le cadre du parc national des Cévennes, qui prennent source dans cette zone tampon. De plus, tout son parcours jusqu'à 10 km en aval de Saint-Ambroix est couvert par la zone de transition de la réserve de biosphère[14] (recoupant en ceci la protection due au parc national des Cévennes).

- La haute vallée de la Cèze est depuis 2013 entièrement incluse dans les 13 080 ha de la zone spéciale de conservation (ZSP) Natura 2000 dite « Hautes vallées de la Cèze et du Luech » au titre de la Directive Habitats, au sein de la réserve de biosphère des Cévennes. Les types de couverts inclus dans cette zone sont composés de 40 % de forêts de résineux, 20 % de forêts sempervirentes non résineuses, 20 % de landes, broussailles, recrus, maquis, garrigues et phrygana, 10 % de forêts caducifoliées, 5 % de rochers intérieurs et éboulis rocheux, 2 % de prairies semi-naturelles humides ou mésophiles améliorées et 2 % de pelouses sèches. Une partie de ces habitats, notamment les prairies de fauche et les châtaigneraies, sont dépendantes de la maintenance des activités humaines traditionnelles ; celles-ci cessant peu à peu, ces milieux sont sujets à la fermeture du milieu pour les prairies de fauche, et au développement des maladies et la destructuration pour les châtaigneraies.

Cinq espèces sédentaires résidentes sont inscrites à l’annexe II de la directive Habitats : le castor commun (Castor fiber), la loutre (Lutra lutra), le blageon (Telestes souffia), l'écrevisse à pattes blanches (Austropotamobius pallipes) et le barbeau méridional (Barbus meridionalis). Le castor commun (Castor fiber) et la loutre (Lutra lutra) y présentent des populations non isolées mais en marge de leur aire de répartition ; pour la loutre, ce site est le seul présent en versant méditerranéen et donc d'une importance capitale pour la colonisation des rivières méditerranéennes.
Le site Natura 2000 « Hautes vallées de la Cèze et du Luech » s'étend pour 80% dans le Gard et pour 20% en Lozère, avec seulement environ 370 ha sur la commune de Malbosc en Ardèche,,.
- La ZNIEFF « Cours moyen de la Cèze », soit 647,91 ha, concerne 16 communes[note 2] et est entièrement comprise dans le parc national des Cévennes. L'habitat visé est fait de terrains en friche et terrains vagues. La fiche Natura 2000 mentionne deux  espèces végétales protégées sur l'ensemble du territoire français métropolitain : la gratiole officinale (Gratiola officinalis, une scrophulaire) et la spiranthe d'été (Spiranthes aestivalis, une orchidée)[17].

- La ZNIEFF « Rivière de la Cèze à l'aval de Saint-Ambroix » couvre 228 ha, comprenant environ 18 kilomètres du cours de la Cèze et de ses zones humides riveraines (prairies et ripisylves, terrains en friche et terrains vagues) entre Saint-Ambroix depuis le barrage en amont de La Liguière, et Tharaux au pont de la route départementale D979 en aval de Rochegude. L'altitude est comprise entre 110 m et 140 m. Les communes concernées sont celles de Allègre-les-Fumades, Potelières, Rivières, Rochegude, Saint-Ambroix, Saint-Brès, Saint-Denis, Saint-Jean-de-Maruéjols-et-Avéjan et Saint-Victor-de-Malcap.

La protection vise les quelques zones boisées riveraines qui subsistent encore entre les parcelles cultivées d'une vallée à l'urbanisation relativement développée. Cinq espèces animales sont particulièrement visées par cette zone de protection : le toxostome (Parachondrostoma toxostoma, un poisson), la cordulie à corps fin (Oxygastra curtisii, une libellule), le castor d'Europe (Castor fiber), la vandoise (Leuciscus leuciscus) et le blageon (Telestes souffia) – ces quatre dernières ayant un statut réglementé.
- Les gorges de la Cèze dans le Gard sont protégées pour une surface de 3 557 ha par une zone Natura 2000 selon la directive Habitats, sous le nom de « La Cèze et ses gorges ». Là aussi on retrouve pour ces gorges la fonction de pont entre régions géographiques pour faciliter la colonisation des rivières méditerranéennes par la loutre, et inversement pour assurer la remontée des poissons migrateurs. Les falaises taillées dans les plateaux calcaires environnants sont favorables à plusieurs espèces de chiroptères, et l'on y trouve des habitats typiques de la végétation méditerranéenne sur calcaire (chênaies vertes, formations à buis). Parmi les espèces présentes inscrites à l’annexe II de la directive Habitats et en plus du castor déjà cité, on peut signaler 3 insectes odonates : le gomphe à cercoïdes fourchus (Gomphus graslinii), la cordulie à corps fin (Oxygastra curtisii) et la cordulie splendide (Macromia splendens) ; cinq poissons dont le très rare apron du Rhône (Zingel asper) à côté du blageon (Telestes souffia), du toxostome (Parachondrostoma toxostoma), du barbeau truité (Barbus meridionalis et du chabot (Cottus gobio) ; et trois chauves-souris dont deux d'intérêt communautaire : le grand rhinolophe (Rhinolophus ferrumequinum) et le murin à oreilles échancrées (Myotis emarginatus)[19].

- La ZNIEFF continentale de type 1 des « Gorges de la Cèze à Montclus », longue d'environ 7 km sur la partie aval des gorges, concerne 381 ha sur la commune de Montclus avec une altitude variant de 80 à 200 m ; elle va du sommet qui abrite la grotte de Prével en amont, jusqu'au moulin de Martel en aval (ces deux points de repère sont indiqués sur la carte d'état-major). Des cultures sont établies dans le lit majeur de la rivière, qui y est plus étalé qu'en amont, et le site est très fréquenté pendant l'été (tourisme) notamment avec trois campings en bord de Cèze. La zone est presque entièrement incluse dans une plus grande protection spéciale ((ZPS) (Directive Oiseaux)[20].